# Cúp quốc gia Scotland 2007–08
Cúp quốc gia Scotland 2007–08 là mùa giải thứ 123 của giải đấu bóng đá loại trực tiếp uy tín nhất Scotland. Đội vô địch là Rangers, khi đánh bại Queen of the South trong trận Chung kết.
Giải đấu 2007–08 chứng kiến sự thay đổi trong cấu trúc giải khi cho phép 4 đội bóng đến từ Scottish Junior Football Association vào thi đấu vòng Một.

## Lịch thi đấu
| Vòng      | Ngày thi đấu đầu tiên | Số trận đấu | Số trận đấu | Số đội tham gia |
| Vòng      | Ngày thi đấu đầu tiên | Ban đầu     | Đấu lại     | Số đội tham gia |
| --------- | --------------------- | ----------- | ----------- | --------------- |
| Vòng Một  | 29 tháng 9 năm 2007   | 17          | 2           | 81 → 64         |
| Vòng Hai  | 27 tháng 10 năm 2007  | 16          | 2           | 64 → 48         |
| Vòng Ba   | 24 tháng 11 năm 2007  | 16          | 2           | 48 → 32         |
| Vòng Bốn  | 12 tháng 1 năm 2008   | 16          | 4           | 32 → 16         |
| Vòng Năm  | 2 tháng 2 năm 2008    | 8           | 3           | 16 → 80         |
| Tứ kết    | 10 tháng 3 năm 2008   | 4           | 3           | 8 → 4           |
| Bán kết   | 12 tháng 4 năm 2008   | 2           | 0           | 4 → 2           |
| Chung kết | 24 tháng 5 năm 2008   | 1           | 0           | 2 → 1           |

## Vòng Một
Edinburgh University được quyền đi tiếp ngẫu nhiên vào vòng Hai. Lý do là vì chỉ có 3 đội Scottish Junior Football Association tham gia, vì Linlithgow Rose vô địch cả East League và Scottish Junior Cup và không có cơ chế cho phép đội á quân tham dự.
Keith, Inverurie Loco Works, Annan Athletic và Threave Rovers đều được đi thẳng vào vòng Hai, theo tương ứng: vô địch và á quân Highland Football League, vô địch East of Scotland Football League và vô địch South of Scotland Football League trong mùa giải 2006–07.
| Brora Rangers | 0 – 5 | Cove Rangers |  |

|              |                     | Reid 43' · Watt 45' 63' · Henderson 52' · Whelan 83' | \| Ngày \| 29 tháng 9 năm 2007 \| \| Giờ thi đấu \| 15:00 \| \| Sân vận động \| Dudgeon Park, Brora \| \| Trọng tài \| Roddy Cobb \| |
| Ngày         | 29 tháng 9 năm 2007 |                                                      | |
| Giờ thi đấu  | 15:00               |                                                      | |
| Sân vận động | Dudgeon Park, Brora |                                                      | |
| Trọng tài    | Roddy Cobb          |                                                      | |

| Ngày         | 29 tháng 9 năm 2007 |
| Giờ thi đấu  | 15:00               |
| Sân vận động | Dudgeon Park, Brora |
| Trọng tài    | Roddy Cobb          |

| Golspie Sutherland | 3 – 1 | Preston Athletic |  |

| Mackay 38' (ph.đ.) · Sutherland 52' · MacLean 59' |                             | Scott 88' | \| Ngày \| 29 tháng 9 năm 2007 \| \| Giờ thi đấu \| 15:00 \| \| Sân vận động \| King George V Park, Golspie \| \| Trọng tài \| Graham Fraser \| |
| Ngày                                              | 29 tháng 9 năm 2007         |           | |
| Giờ thi đấu                                       | 15:00                       |           | |
| Sân vận động                                      | King George V Park, Golspie |           | |
| Trọng tài                                         | Graham Fraser               |           | |

| Ngày         | 29 tháng 9 năm 2007         |
| Giờ thi đấu  | 15:00                       |
| Sân vận động | King George V Park, Golspie |
| Trọng tài    | Graham Fraser               |

| Coldstream | 0 – 4 | Dalbeattie Star |  |

|              |                       | Steel 5' · MacBeth 12' · Parker 30' 87' | \| Ngày \| 29 tháng 9 năm 2007 \| \| Giờ thi đấu \| 15:00 \| \| Sân vận động \| Home Park, Coldstream \| \| Trọng tài \| Neil McLennan \| |
| Ngày         | 29 tháng 9 năm 2007   |                                         | |
| Giờ thi đấu  | 15:00                 |                                         | |
| Sân vận động | Home Park, Coldstream |                                         | |
| Trọng tài    | Neil McLennan         |                                         | |

| Ngày         | 29 tháng 9 năm 2007   |
| Giờ thi đấu  | 15:00                 |
| Sân vận động | Home Park, Coldstream |
| Trọng tài    | Neil McLennan         |

| Glasgow University | 1 – 2 | Buckie Thistle |  |

| Shewan 76' (l.n.) |                                  | Bruce 31' · Edmond 38' | \| Ngày \| 29 tháng 9 năm 2007 \| \| Giờ thi đấu \| 15:00 \| \| Sân vận động \| Garscube Sports Complex, Glasgow \| \| Trọng tài \| Kevin Clancy \| |
| Ngày              | 29 tháng 9 năm 2007              |                        | |
| Giờ thi đấu       | 15:00                            |                        | |
| Sân vận động      | Garscube Sports Complex, Glasgow |                        | |
| Trọng tài         | Kevin Clancy                     |                        | |

| Ngày         | 29 tháng 9 năm 2007              |
| Giờ thi đấu  | 15:00                            |
| Sân vận động | Garscube Sports Complex, Glasgow |
| Trọng tài    | Kevin Clancy                     |

| Wigtown & Bladnoch | 3 – 5 | Burntisland Shipyard |  |

| White 37' (ph.đ.) 86' · Campbell 40' |                            | Reed 15' · Tillier 17' · Doogan 59' (l.n.) · Masson 63' · Gray 67' | \| Ngày \| 29 tháng 9 năm 2007 \| \| Giờ thi đấu \| 15:00 \| \| Sân vận động \| Trammondford Park, Wigtown \| \| Trọng tài \| Des Roache \| |
| Ngày                                 | 29 tháng 9 năm 2007        |                                                                    | |
| Giờ thi đấu                          | 15:00                      |                                                                    | |
| Sân vận động                         | Trammondford Park, Wigtown |                                                                    | |
| Trọng tài                            | Des Roache                 |                                                                    | |

| Ngày         | 29 tháng 9 năm 2007        |
| Giờ thi đấu  | 15:00                      |
| Sân vận động | Trammondford Park, Wigtown |
| Trọng tài    | Des Roache                 |

| Civil Service Strollers | 1 – 2 | Selkirk |  |

| Currie 78'   |                      | Livingston 35' · Jackson 62' | \| Ngày \| 29 tháng 9 năm 2007 \| \| Giờ thi đấu \| 15:00 \| \| Sân vận động \| Muirhouse, Edinburgh \| \| Trọng tài \| Graham Chambers \| |
| Ngày         | 29 tháng 9 năm 2007  |                              | |
| Giờ thi đấu  | 15:00                |                              | |
| Sân vận động | Muirhouse, Edinburgh |                              | |
| Trọng tài    | Graham Chambers      |                              | |

| Ngày         | 29 tháng 9 năm 2007  |
| Giờ thi đấu  | 15:00                |
| Sân vận động | Muirhouse, Edinburgh |
| Trọng tài    | Graham Chambers      |

| Fort William | 0 – 6 | Spartans |  |

|              |                            | Preston 35' 65' · King 44' · O'Donnell 52' · Beattie 76' · MacLeod 78' | \| Ngày \| 29 tháng 9 năm 2007 \| \| Giờ thi đấu \| 15:00 \| \| Sân vận động \| Claggan Park, Fort William \| \| Trọng tài \| David Watt \| |
| Ngày         | 29 tháng 9 năm 2007        |                                                                        | |
| Giờ thi đấu  | 15:00                      |                                                                        | |
| Sân vận động | Claggan Park, Fort William |                                                                        | |
| Trọng tài    | David Watt                 |                                                                        | |

| Ngày         | 29 tháng 9 năm 2007        |
| Giờ thi đấu  | 15:00                      |
| Sân vận động | Claggan Park, Fort William |
| Trọng tài    | David Watt                 |

| Newton Stewart | 0 – 6 | Linlithgow Rose |  |

|              |                                 | Carrigan 30' (ph.đ.) 85' · Heard 45' 88' · McArthur 46' · McSween 70' | \| Ngày \| 29 tháng 9 năm 2007 \| \| Giờ thi đấu \| 15:00 \| \| Sân vận động \| Blairmount Park, Newton Stewart \| \| Trọng tài \| Brian Templeton \| |
| Ngày         | 29 tháng 9 năm 2007             |                                                                       | |
| Giờ thi đấu  | 15:00                           |                                                                       | |
| Sân vận động | Blairmount Park, Newton Stewart |                                                                       | |
| Trọng tài    | Brian Templeton                 |                                                                       | |

| Ngày         | 29 tháng 9 năm 2007             |
| Giờ thi đấu  | 15:00                           |
| Sân vận động | Blairmount Park, Newton Stewart |
| Trọng tài    | Brian Templeton                 |

| Vale of Leithen | 3 – 1 | Gala Fairydean |  |

| Somerville 6' 21' · Mackale 38' |                           | Greene 78' (ph.đ.) | \| Ngày \| 29 tháng 9 năm 2007 \| \| Giờ thi đấu \| 15:00 \| \| Sân vận động \| Caddon Park, Innerleithen \| \| Trọng tài \| Raymond Whyte \| |
| Ngày                            | 29 tháng 9 năm 2007       |                    | |
| Giờ thi đấu                     | 15:00                     |                    | |
| Sân vận động                    | Caddon Park, Innerleithen |                    | |
| Trọng tài                       | Raymond Whyte             |                    | |

| Ngày         | 29 tháng 9 năm 2007       |
| Giờ thi đấu  | 15:00                     |
| Sân vận động | Caddon Park, Innerleithen |
| Trọng tài    | Raymond Whyte             |

| Wick Academy | 0 – 5 | Deveronvale |  |

|              |                       | McKenzie 17' · Urquart 21' · Ewen 30' · Chisholm 75' · Dolan 83' | \| Ngày \| 29 tháng 9 năm 2007 \| \| Giờ thi đấu \| 15:00 \| \| Sân vận động \| Harmsworth Park, Wick \| \| Trọng tài \| Ross Hamill \| |
| Ngày         | 29 tháng 9 năm 2007   |                                                                  | |
| Giờ thi đấu  | 15:00                 |                                                                  | |
| Sân vận động | Harmsworth Park, Wick |                                                                  | |
| Trọng tài    | Ross Hamill           |                                                                  | |

| Ngày         | 29 tháng 9 năm 2007   |
| Giờ thi đấu  | 15:00                 |
| Sân vận động | Harmsworth Park, Wick |
| Trọng tài    | Ross Hamill           |

| Culter | 7 – 0 | Hawick Royal Albert |  |

| Campbell 8' (l.n.) · Mountford 26' 32' 69' · Stewart 30' · Chand 83' 87' |                           |  | \| Ngày \| 29 tháng 9 năm 2007 \| \| Giờ thi đấu \| 15:00 \| \| Sân vận động \| Crombie Park, Peterculter \| \| Trọng tài \| Alastair Mather \| |
| Ngày                                                                     | 29 tháng 9 năm 2007       |  | |
| Giờ thi đấu                                                              | 15:00                     |  | |
| Sân vận động                                                             | Crombie Park, Peterculter |  | |
| Trọng tài                                                                | Alastair Mather           |  | |

| Ngày         | 29 tháng 9 năm 2007       |
| Giờ thi đấu  | 15:00                     |
| Sân vận động | Crombie Park, Peterculter |
| Trọng tài    | Alastair Mather           |

| Rothes | 1 – 4 | Nairn County |  |

| Duncan 76'   |                         | Barron 11' · Mackintosh 56' · Finnigan 61' · Main 76' | \| Ngày \| 29 tháng 9 năm 2007 \| \| Giờ thi đấu \| 15:00 \| \| Sân vận động \| Mackessack Park, Rothes \| \| Trọng tài \| Steven George \| |
| Ngày         | 29 tháng 9 năm 2007     |                                                       | |
| Giờ thi đấu  | 15:00                   |                                                       | |
| Sân vận động | Mackessack Park, Rothes |                                                       | |
| Trọng tài    | Steven George           |                                                       | |

| Ngày         | 29 tháng 9 năm 2007     |
| Giờ thi đấu  | 15:00                   |
| Sân vận động | Mackessack Park, Rothes |
| Trọng tài    | Steven George           |

| St Cuthbert Wanderers | 2 – 6 | Pollok |  |

| Chambers 64' · McGeown (O.G) 66' |                               | Downs 8' 52' · Dingwall 16' 87' · McGeown 69' · Waddell 90+2' | \| Ngày \| 29 tháng 9 năm 2007 \| \| Giờ thi đấu \| 15:00 \| \| Sân vận động \| St Mary's Park, Kirkcudbright \| \| Trọng tài \| Martin Sproule \| |
| Ngày                             | 29 tháng 9 năm 2007           |                                                               | |
| Giờ thi đấu                      | 15:00                         |                                                               | |
| Sân vận động                     | St Mary's Park, Kirkcudbright |                                                               | |
| Trọng tài                        | Martin Sproule                |                                                               | |

| Ngày         | 29 tháng 9 năm 2007           |
| Giờ thi đấu  | 15:00                         |
| Sân vận động | St Mary's Park, Kirkcudbright |
| Trọng tài    | Martin Sproule                |

| Fraserburgh | 1 – 1 | Huntly |  |

|              |                            |  | \| Ngày \| 29 tháng 9 năm 2007 \| \| Giờ thi đấu \| 15:00 \| \| Sân vận động \| Bellslea Park, Fraserburgh \| \| Trọng tài \| Neil Watters \| |
| Ngày         | 29 tháng 9 năm 2007        |  | |
| Giờ thi đấu  | 15:00                      |  | |
| Sân vận động | Bellslea Park, Fraserburgh |  | |
| Trọng tài    | Neil Watters               |  | |

| Ngày         | 29 tháng 9 năm 2007        |
| Giờ thi đấu  | 15:00                      |
| Sân vận động | Bellslea Park, Fraserburgh |
| Trọng tài    | Neil Watters               |

| Girvan | 2 – 0 | Forres Mechanics |  |

| Mitchell 2' · Moffat 71' |                       |  | \| Ngày \| 29 tháng 9 năm 2007 \| \| Giờ thi đấu \| 15:00 \| \| Sân vận động \| Hamilton Park, Girvan \| \| Trọng tài \| Richard Gough \| |
| Ngày                     | 29 tháng 9 năm 2007   |  | |
| Giờ thi đấu              | 15:00                 |  | |
| Sân vận động             | Hamilton Park, Girvan |  | |
| Trọng tài                | Richard Gough         |  | |

| Ngày         | 29 tháng 9 năm 2007   |
| Giờ thi đấu  | 15:00                 |
| Sân vận động | Hamilton Park, Girvan |
| Trọng tài    | Richard Gough         |

| Lossiemouth | 1 – 3 | Whitehill Welfare |  |

| Wood 70'     |                         | Calvery 18' 47' · Doig 55' | \| Ngày \| 29 tháng 9 năm 2007 \| \| Giờ thi đấu \| 15:00 \| \| Sân vận động \| Grant Park, Lossiemouth \| \| Trọng tài \| Morag Pirie \| |
| Ngày         | 29 tháng 9 năm 2007     |                            | |
| Giờ thi đấu  | 15:00                   |                            | |
| Sân vận động | Grant Park, Lossiemouth |                            | |
| Trọng tài    | Morag Pirie             |                            | |

| Ngày         | 29 tháng 9 năm 2007     |
| Giờ thi đấu  | 15:00                   |
| Sân vận động | Grant Park, Lossiemouth |
| Trọng tài    | Morag Pirie             |

| Clachnacuddin | 2 – 2 | Edinburgh City |  |

| Duncanson 47' · Lawrie 80' (ph.đ.) |                              | MacNana 22' · Gair 33' | \| Ngày \| 29 tháng 9 năm 2007 \| \| Giờ thi đấu \| 15:00 \| \| Sân vận động \| Grant Street Park, Inverness \| \| Trọng tài \| Matt Northcroft \| |
| Ngày                               | 29 tháng 9 năm 2007          |                        | |
| Giờ thi đấu                        | 15:00                        |                        | |
| Sân vận động                       | Grant Street Park, Inverness |                        | |
| Trọng tài                          | Matt Northcroft              |                        | |

| Ngày         | 29 tháng 9 năm 2007          |
| Giờ thi đấu  | 15:00                        |
| Sân vận động | Grant Street Park, Inverness |
| Trọng tài    | Matt Northcroft              |

Nguồn: ESPN Soccernet
a.e.t. = sau hiệp phụ; agg. = tổng tỉ số; pen. = quyết định bằng luân lưu.

### Đấu lại
| Edinburgh City | 1 – 0 | Clachnacuddin |  |

| Dougie Gair 43' |                               |  | \| Ngày \| 6 tháng 10 năm 2007 \| \| Giờ thi đấu \| 15:00 \| \| Sân vận động \| Meadowbank Stadium, Edinburgh \| \| Trọng tài \| Matt Northcroft \| |
| Ngày            | 6 tháng 10 năm 2007           |  | |
| Giờ thi đấu     | 15:00                         |  | |
| Sân vận động    | Meadowbank Stadium, Edinburgh |  | |
| Trọng tài       | Matt Northcroft               |  | |

| Ngày         | 6 tháng 10 năm 2007           |
| Giờ thi đấu  | 15:00                         |
| Sân vận động | Meadowbank Stadium, Edinburgh |
| Trọng tài    | Matt Northcroft               |

| Huntly | 2 – 0 | Fraserburgh |  |

| Bruce Cormie 54' · Gary McGowan 63' |                       |  | \| Ngày \| 27 tháng 10 năm 2007 \| \| Giờ thi đấu \| 15:00 \| \| Sân vận động \| Christie Park, Huntly \| \| Trọng tài \| Neil Watters \| |
| Ngày                                | 27 tháng 10 năm 2007  |  | |
| Giờ thi đấu                         | 15:00                 |  | |
| Sân vận động                        | Christie Park, Huntly |  | |
| Trọng tài                           | Neil Watters          |  | |

| Ngày         | 27 tháng 10 năm 2007  |
| Giờ thi đấu  | 15:00                 |
| Sân vận động | Christie Park, Huntly |
| Trọng tài    | Neil Watters          |

Nguồn: ESPN Soccernet
a.e.t. = sau hiệp phụ; agg. = tổng tỉ số; pen. = quyết định bằng luân lưu.

## Vòng Hai
| Whitehill Welfare | 6 – 1 | Golspie Sutherland |  |

| Swanson 5' · Johnston 6' 36' · Kidd 12' · Doig 51' (ph.đ.) · Gormley 52' |                                     | Keveran 50' | \| Ngày \| 27 tháng 10 năm 2007 \| \| Giờ thi đấu \| 15:00 \| \| Sân vận động \| Ferguson Park, Rosewell, Midlothian \| \| Số khán giả \| 200 \| \| Trọng tài \| K Graham \| |
| Ngày                                                                     | 27 tháng 10 năm 2007                |             | |
| Giờ thi đấu                                                              | 15:00                               |             | |
| Sân vận động                                                             | Ferguson Park, Rosewell, Midlothian |             | |
| Số khán giả                                                              | 200                                 |             | |
| Trọng tài                                                                | K Graham                            |             | |

| Ngày         | 27 tháng 10 năm 2007                |
| Giờ thi đấu  | 15:00                               |
| Sân vận động | Ferguson Park, Rosewell, Midlothian |
| Số khán giả  | 200                                 |
| Trọng tài    | K Graham                            |

| Buckie Thistle | 4 – 1 | Nairn County |  |

| Matheson 10' · Mackinnon 14' · Edmond 77' · Macrae 82' |                       | McDonald 80' | \| Ngày \| 27 tháng 10 năm 2007 \| \| Giờ thi đấu \| 15:00 \| \| Sân vận động \| Victoria Park, Buckie \| \| Số khán giả \| 532 \| \| Trọng tài \| N Watters \| |
| Ngày                                                   | 27 tháng 10 năm 2007  |              | |
| Giờ thi đấu                                            | 15:00                 |              | |
| Sân vận động                                           | Victoria Park, Buckie |              | |
| Số khán giả                                            | 532                   |              | |
| Trọng tài                                              | N Watters             |              | |

| Ngày         | 27 tháng 10 năm 2007  |
| Giờ thi đấu  | 15:00                 |
| Sân vận động | Victoria Park, Buckie |
| Số khán giả  | 532                   |
| Trọng tài    | N Watters             |

| Edinburgh City | 1 – 2 | East Stirlingshire |  |

| Gair 58'     |                               | Savage 71' · Simpson 83' | \| Ngày \| 27 tháng 10 năm 2007 \| \| Giờ thi đấu \| 15:00 \| \| Sân vận động \| Meadowbank Stadium, Edinburgh \| \| Số khán giả \| 188 \| \| Trọng tài \| F McDermot \| |
| Ngày         | 27 tháng 10 năm 2007          |                          | |
| Giờ thi đấu  | 15:00                         |                          | |
| Sân vận động | Meadowbank Stadium, Edinburgh |                          | |
| Số khán giả  | 188                           |                          | |
| Trọng tài    | F McDermot                    |                          | |

| Ngày         | 27 tháng 10 năm 2007          |
| Giờ thi đấu  | 15:00                         |
| Sân vận động | Meadowbank Stadium, Edinburgh |
| Số khán giả  | 188                           |
| Trọng tài    | F McDermot                    |

| Cove Rangers | 3 – 0 | Keith |  |

| Watson 15' 77' · Coutts 53' |                      |  | \| Ngày \| 27 tháng 10 năm 2007 \| \| Giờ thi đấu \| 15:00 \| \| Sân vận động \| Allan Park, Aberdeen \| \| Số khán giả \| 317 \| \| Trọng tài \| P Rafferty \| |
| Ngày                        | 27 tháng 10 năm 2007 |  | |
| Giờ thi đấu                 | 15:00                |  | |
| Sân vận động                | Allan Park, Aberdeen |  | |
| Số khán giả                 | 317                  |  | |
| Trọng tài                   | P Rafferty           |  | |

| Ngày         | 27 tháng 10 năm 2007 |
| Giờ thi đấu  | 15:00                |
| Sân vận động | Allan Park, Aberdeen |
| Số khán giả  | 317                  |
| Trọng tài    | P Rafferty           |

| Edinburgh University | 3 – 1 | Deveronvale |  |

| Friif 24' 49' · Woods 90' |                      | McKenzie 39' | \| Ngày \| 27 tháng 10 năm 2007 \| \| Giờ thi đấu \| 15:00 \| \| Sân vận động \| East Peffermill \| \| Số khán giả \| 350 \| \| Trọng tài \| R Main \| |
| Ngày                      | 27 tháng 10 năm 2007 |              | |
| Giờ thi đấu               | 15:00                |              | |
| Sân vận động              | East Peffermill      |              | |
| Số khán giả               | 350                  |              | |
| Trọng tài                 | R Main               |              | |

| Ngày         | 27 tháng 10 năm 2007 |
| Giờ thi đấu  | 15:00                |
| Sân vận động | East Peffermill      |
| Số khán giả  | 350                  |
| Trọng tài    | R Main               |

| Linlithgow Rose | 4 – 1 | Spartans |  |

| Bradley 22' · Donnolly 60' · Tyrell 78' · Hogg 79' |                      | MacLeod 54' (ph.đ.) | \| Ngày \| 27 tháng 10 năm 2007 \| \| Giờ thi đấu \| 15:00 \| \| Sân vận động \| Prestonfield \| \| Số khán giả \| 1,600 \| \| Trọng tài \| S Nicholls \| |
| Ngày                                               | 27 tháng 10 năm 2007 |                     | |
| Giờ thi đấu                                        | 15:00                |                     | |
| Sân vận động                                       | Prestonfield         |                     | |
| Số khán giả                                        | 1,600                |                     | |
| Trọng tài                                          | S Nicholls           |                     | |

| Ngày         | 27 tháng 10 năm 2007 |
| Giờ thi đấu  | 15:00                |
| Sân vận động | Prestonfield         |
| Số khán giả  | 1,600                |
| Trọng tài    | S Nicholls           |

| Montrose | 2 – 2 | Pollok |  |

| Rogers 53' · Baird 70' |                      | Downs 44' · Turnbull 85' | \| Ngày \| 27 tháng 10 năm 2007 \| \| Giờ thi đấu \| 15:00 \| \| Sân vận động \| Links Park, Montrose \| \| Số khán giả \| 945 \| \| Trọng tài \| S McLean \| |
| Ngày                   | 27 tháng 10 năm 2007 |                          | |
| Giờ thi đấu            | 15:00                |                          | |
| Sân vận động           | Links Park, Montrose |                          | |
| Số khán giả            | 945                  |                          | |
| Trọng tài              | S McLean             |                          | |

| Ngày         | 27 tháng 10 năm 2007 |
| Giờ thi đấu  | 15:00                |
| Sân vận động | Links Park, Montrose |
| Số khán giả  | 945                  |
| Trọng tài    | S McLean             |

| Forfar Athletic | 1 – 1 | Dumbarton |  |

| Chris MacKey 46' |                      | Brian McPhee 52' | \| Ngày \| 27 tháng 10 năm 2007 \| \| Giờ thi đấu \| 15:00 \| \| Sân vận động \| Station Park, Forfar \| \| Số khán giả \| 382 \| \| Trọng tài \| J McKendrick \| |
| Ngày             | 27 tháng 10 năm 2007 |                  | |
| Giờ thi đấu      | 15:00                |                  | |
| Sân vận động     | Station Park, Forfar |                  | |
| Số khán giả      | 382                  |                  | |
| Trọng tài        | J McKendrick         |                  | |

| Ngày         | 27 tháng 10 năm 2007 |
| Giờ thi đấu  | 15:00                |
| Sân vận động | Station Park, Forfar |
| Số khán giả  | 382                  |
| Trọng tài    | J McKendrick         |

| Inverurie Loco Works | 0 – 2 | East Fife |  |

|              |                        | Tweed 55' · Cameron 77' | \| Ngày \| 27 tháng 10 năm 2007 \| \| Giờ thi đấu \| 15:00 \| \| Sân vận động \| Harlaw Park, Inverurie \| \| Số khán giả \| 770 \| \| Trọng tài \| S McDonald \| |
| Ngày         | 27 tháng 10 năm 2007   |                         | |
| Giờ thi đấu  | 15:00                  |                         | |
| Sân vận động | Harlaw Park, Inverurie |                         | |
| Số khán giả  | 770                    |                         | |
| Trọng tài    | S McDonald             |                         | |

| Ngày         | 27 tháng 10 năm 2007   |
| Giờ thi đấu  | 15:00                  |
| Sân vận động | Harlaw Park, Inverurie |
| Số khán giả  | 770                    |
| Trọng tài    | S McDonald             |

| Selkirk | 0 – 2 | Dalbeattie Star |  |

|              |                      | Redpath 29' 38' | \| Ngày \| 27 tháng 10 năm 2007 \| \| Giờ thi đấu \| 15:00 \| \| Sân vận động \| Yarrow Park, Selkirk \| \| Số khán giả \| 157 \| \| Trọng tài \| Brian Colvin \| |
| Ngày         | 27 tháng 10 năm 2007 |                 | |
| Giờ thi đấu  | 15:00                |                 | |
| Sân vận động | Yarrow Park, Selkirk |                 | |
| Số khán giả  | 157                  |                 | |
| Trọng tài    | Brian Colvin         |                 | |

| Ngày         | 27 tháng 10 năm 2007 |
| Giờ thi đấu  | 15:00                |
| Sân vận động | Yarrow Park, Selkirk |
| Số khán giả  | 157                  |
| Trọng tài    | Brian Colvin         |

| Albion Rovers | 8 – 0 | Burntisland Shipyard |  |

| Hunter 6' 22' 44' 47' · Adams 5' · Gemmell 46' · Martin 75' · Walker 88' |                         |  | \| Ngày \| 27 tháng 10 năm 2007 \| \| Giờ thi đấu \| 15:00 \| \| Sân vận động \| Cliftonhill, Coatbridge \| \| Số khán giả \| 265 \| \| Trọng tài \| G Salmond \| |
| Ngày                                                                     | 27 tháng 10 năm 2007    |  | |
| Giờ thi đấu                                                              | 15:00                   |  | |
| Sân vận động                                                             | Cliftonhill, Coatbridge |  | |
| Số khán giả                                                              | 265                     |  | |
| Trọng tài                                                                | G Salmond               |  | |

| Ngày         | 27 tháng 10 năm 2007    |
| Giờ thi đấu  | 15:00                   |
| Sân vận động | Cliftonhill, Coatbridge |
| Số khán giả  | 265                     |
| Trọng tài    | G Salmond               |

| Culter | 2 – 1 | Vale of Leithen |  |

| Farma 32' · Cadger 86' |                        | Somerville 84' | \| Ngày \| 27 tháng 10 năm 2007 \| \| Giờ thi đấu \| 15:00 \| \| Sân vận động \| Crombie Park, Aberdeen \| \| Số khán giả \| 500 \| \| Trọng tài \| S Creighton \| |
| Ngày                   | 27 tháng 10 năm 2007   |                | |
| Giờ thi đấu            | 15:00                  |                | |
| Sân vận động           | Crombie Park, Aberdeen |                | |
| Số khán giả            | 500                    |                | |
| Trọng tài              | S Creighton            |                | |

| Ngày         | 27 tháng 10 năm 2007   |
| Giờ thi đấu  | 15:00                  |
| Sân vận động | Crombie Park, Aberdeen |
| Số khán giả  | 500                    |
| Trọng tài    | S Creighton            |

| Girvan | 1 – 2 | Stranraer |  |

| Mitchell 71' |                       | Tade 41' · Keogh 88' (ph.đ.) | \| Ngày \| 27 tháng 10 năm 2007 \| \| Giờ thi đấu \| 15:00 \| \| Sân vận động \| Hamilton Park, Girvan \| \| Số khán giả \| 410 \| \| Trọng tài \| A Boyd \| |
| Ngày         | 27 tháng 10 năm 2007  |                              | |
| Giờ thi đấu  | 15:00                 |                              | |
| Sân vận động | Hamilton Park, Girvan |                              | |
| Số khán giả  | 410                   |                              | |
| Trọng tài    | A Boyd                |                              | |

| Ngày         | 27 tháng 10 năm 2007  |
| Giờ thi đấu  | 15:00                 |
| Sân vận động | Hamilton Park, Girvan |
| Số khán giả  | 410                   |
| Trọng tài    | A Boyd                |

| Arbroath | 5 – 0 | Elgin City |  |

| Webster 3' · Scott 27' 71' · Watson 51' · Sellars 89' |                         |  | \| Ngày \| 27 tháng 10 năm 2007 \| \| Giờ thi đấu \| 15:00 \| \| Sân vận động \| Gayfield Park, Arbroath \| \| Số khán giả \| 583 \| \| Trọng tài \| C Charleston \| |
| Ngày                                                  | 27 tháng 10 năm 2007    |  | |
| Giờ thi đấu                                           | 15:00                   |  | |
| Sân vận động                                          | Gayfield Park, Arbroath |  | |
| Số khán giả                                           | 583                     |  | |
| Trọng tài                                             | C Charleston            |  | |

| Ngày         | 27 tháng 10 năm 2007    |
| Giờ thi đấu  | 15:00                   |
| Sân vận động | Gayfield Park, Arbroath |
| Số khán giả  | 583                     |
| Trọng tài    | C Charleston            |

| Threave Rovers | 1 – 0 | Stenhousemuir |  |

| Stenton 19'  |                             |  | \| Ngày \| 27 tháng 10 năm 2007 \| \| Giờ thi đấu \| 15:00 \| \| Sân vận động \| Meadow Park, Castle Douglas \| \| Số khán giả \| 300 \| \| Trọng tài \| T Robertson \| |
| Ngày         | 27 tháng 10 năm 2007        |  | |
| Giờ thi đấu  | 15:00                       |  | |
| Sân vận động | Meadow Park, Castle Douglas |  | |
| Số khán giả  | 300                         |  | |
| Trọng tài    | T Robertson                 |  | |

| Ngày         | 27 tháng 10 năm 2007        |
| Giờ thi đấu  | 15:00                       |
| Sân vận động | Meadow Park, Castle Douglas |
| Số khán giả  | 300                         |
| Trọng tài    | T Robertson                 |

| Annan Athletic | 2 – 5 | Huntly |  |

| Jack 4' (ph.đ.) · Hill 45' |                      | Gauld 14' 30' · Cormie 56' · Morrison 66' 72' | \| Ngày \| 27 tháng 10 năm 2007 \| \| Giờ thi đấu \| 15:00 \| \| Sân vận động \| Galabank Park, Annan \| \| Số khán giả \| 243 \| \| Trọng tài \| G Hilland \| |
| Ngày                       | 27 tháng 10 năm 2007 |                                               | |
| Giờ thi đấu                | 15:00                |                                               | |
| Sân vận động               | Galabank Park, Annan |                                               | |
| Số khán giả                | 243                  |                                               | |
| Trọng tài                  | G Hilland            |                                               | |

| Ngày         | 27 tháng 10 năm 2007 |
| Giờ thi đấu  | 15:00                |
| Sân vận động | Galabank Park, Annan |
| Số khán giả  | 243                  |
| Trọng tài    | G Hilland            |

Nguồn: ESPN Soccernet
a.e.t. = sau hiệp phụ; agg. = tổng tỉ số; pen. = quyết định bằng luân lưu.

### Đấu lại
| Pollok | 0 – 1 | Montrose |  |

| Dobbins 53'  |                             |  | \| Ngày \| 3 tháng 11 năm 2007 \| \| Giờ thi đấu \| 15:00 \| \| Sân vận động \| Newlandsfield Park, Glasgow \| \| Số khán giả \| 1,873 \| \| Trọng tài \| Stevie McLean \| |
| Ngày         | 3 tháng 11 năm 2007         |  | |
| Giờ thi đấu  | 15:00                       |  | |
| Sân vận động | Newlandsfield Park, Glasgow |  | |
| Số khán giả  | 1,873                       |  | |
| Trọng tài    | Stevie McLean               |  | |

| Ngày         | 3 tháng 11 năm 2007         |
| Giờ thi đấu  | 15:00                       |
| Sân vận động | Newlandsfield Park, Glasgow |
| Số khán giả  | 1,873                       |
| Trọng tài    | Stevie McLean               |

| Dumbarton | 3 – 0 | Forfar Athletic |  |

| Campbell 21' · Henderson 38' · McFarlane 47' |                                      |  | \| Ngày \| 6 tháng 11 năm 2007 \| \| Giờ thi đấu \| 19:45 \| \| Sân vận động \| Strathclyde Homes Stadium, Dumbarton \| \| Số khán giả \| 310 \| \| Trọng tài \| Euan Norris \| |
| Ngày                                         | 6 tháng 11 năm 2007                  |  | |
| Giờ thi đấu                                  | 19:45                                |  | |
| Sân vận động                                 | Strathclyde Homes Stadium, Dumbarton |  | |
| Số khán giả                                  | 310                                  |  | |
| Trọng tài                                    | Euan Norris                          |  | |

| Ngày         | 6 tháng 11 năm 2007                  |
| Giờ thi đấu  | 19:45                                |
| Sân vận động | Strathclyde Homes Stadium, Dumbarton |
| Số khán giả  | 310                                  |
| Trọng tài    | Euan Norris                          |

Nguồn: ESPN Soccernet
a.e.t. = sau hiệp phụ; agg. = tổng tỉ số; pen. = quyết định bằng luân lưu.

## Vòng Ba
| Albion Rovers | 1 – 5 | East Stirlingshire |  |

| Gemmell 75' · Donald 45' |                                 | Kelly 20' (ph.đ.) · Ure 35' · Savage 45' · Brand 69' · Donaldson 88' | \| Ngày \| 24 tháng 11 năm 2007 \| \| Giờ thi đấu \| 15:00 \| \| Sân vận động \| Cliftonhill Stadium, Coatbridge \| \| Số khán giả \| 425 \| \| Trọng tài \| Frank McDermott \| |
| Ngày                     | 24 tháng 11 năm 2007            |                                                                      | |
| Giờ thi đấu              | 15:00                           |                                                                      | |
| Sân vận động             | Cliftonhill Stadium, Coatbridge |                                                                      | |
| Số khán giả              | 425                             |                                                                      | |
| Trọng tài                | Frank McDermott                 |                                                                      | |

| Ngày         | 24 tháng 11 năm 2007            |
| Giờ thi đấu  | 15:00                           |
| Sân vận động | Cliftonhill Stadium, Coatbridge |
| Số khán giả  | 425                             |
| Trọng tài    | Frank McDermott                 |

| Dumbarton | 2 – 0 | Berwick Rangers |  |

| MacFarlane 5' · McPhee 36' |                                      |  | \| Ngày \| 24 tháng 11 năm 2007 \| \| Giờ thi đấu \| 15:00 \| \| Sân vận động \| Strathclyde Homes Stadium, Dumbarton \| \| Số khán giả \| 524 \| \| Trọng tài \| Colin Brown \| |
| Ngày                       | 24 tháng 11 năm 2007                 |  | |
| Giờ thi đấu                | 15:00                                |  | |
| Sân vận động               | Strathclyde Homes Stadium, Dumbarton |  | |
| Số khán giả                | 524                                  |  | |
| Trọng tài                  | Colin Brown                          |  | |

| Ngày         | 24 tháng 11 năm 2007                 |
| Giờ thi đấu  | 15:00                                |
| Sân vận động | Strathclyde Homes Stadium, Dumbarton |
| Số khán giả  | 524                                  |
| Trọng tài    | Colin Brown                          |

| Culter | 1 – 3 | Huntly |  |

| Mountford 18' |                           | Cormie 22' 38' · McWilliam 60' | \| Ngày \| 24 tháng 11 năm 2007 \| \| Giờ thi đấu \| 15:00 \| \| Sân vận động \| Crombie Park, Peterculter \| \| Số khán giả \| 975 \| \| Trọng tài \| Willie Hornby \| |
| Ngày          | 24 tháng 11 năm 2007      |                                | |
| Giờ thi đấu   | 15:00                     |                                | |
| Sân vận động  | Crombie Park, Peterculter |                                | |
| Số khán giả   | 975                       |                                | |
| Trọng tài     | Willie Hornby             |                                | |

| Ngày         | 24 tháng 11 năm 2007      |
| Giờ thi đấu  | 15:00                     |
| Sân vận động | Crombie Park, Peterculter |
| Số khán giả  | 975                       |
| Trọng tài    | Willie Hornby             |

| Brechin City | 1 – 1 | East Fife |  |

| Callaghan 74' (ph.đ.) |                      | Smart 44' · Fotheringham 66' 83' | \| Ngày \| 24 tháng 11 năm 2007 \| \| Giờ thi đấu \| 15:00 \| \| Sân vận động \| Glebe Park, Brechin \| \| Số khán giả \| 652 \| \| Trọng tài \| Scott MacDonald \| |
| Ngày                  | 24 tháng 11 năm 2007 |                                  | |
| Giờ thi đấu           | 15:00                |                                  | |
| Sân vận động          | Glebe Park, Brechin  |                                  | |
| Số khán giả           | 652                  |                                  | |
| Trọng tài             | Scott MacDonald      |                                  | |

| Ngày         | 24 tháng 11 năm 2007 |
| Giờ thi đấu  | 15:00                |
| Sân vận động | Glebe Park, Brechin  |
| Số khán giả  | 652                  |
| Trọng tài    | Scott MacDonald      |

| Stranraer | 0 – 6 | Stirling Albion |  |

| McKinstry 59' |                       | Aitken 15' (ph.đ.) 81' · McKenna 20' · Cramb 44' · Walker 48' 68' | \| Ngày \| 24 tháng 11 năm 2007 \| \| Giờ thi đấu \| 15:00 \| \| Sân vận động \| Stair Park, Stranraer \| \| Số khán giả \| 326 \| \| Trọng tài \| Stevie O'Reilly \| |
| Ngày          | 24 tháng 11 năm 2007  |                                                                   | |
| Giờ thi đấu   | 15:00                 |                                                                   | |
| Sân vận động  | Stair Park, Stranraer |                                                                   | |
| Số khán giả   | 326                   |                                                                   | |
| Trọng tài     | Stevie O'Reilly       |                                                                   | |

| Ngày         | 24 tháng 11 năm 2007  |
| Giờ thi đấu  | 15:00                 |
| Sân vận động | Stair Park, Stranraer |
| Số khán giả  | 326                   |
| Trọng tài    | Stevie O'Reilly       |

| Clyde | 2 – 0 | Montrose |  |

| Arbuckle 8' · Imrie 90' |                                |  | \| Ngày \| 24 tháng 11 năm 2007 \| \| Giờ thi đấu \| 15:00 \| \| Sân vận động \| Broadwood Stadium, Cumbernauld \| \| Số khán giả \| 821 \| \| Trọng tài \| Craig MacKay \| |
| Ngày                    | 24 tháng 11 năm 2007           |  | |
| Giờ thi đấu             | 15:00                          |  | |
| Sân vận động            | Broadwood Stadium, Cumbernauld |  | |
| Số khán giả             | 821                            |  | |
| Trọng tài               | Craig MacKay                   |  | |

| Ngày         | 24 tháng 11 năm 2007           |
| Giờ thi đấu  | 15:00                          |
| Sân vận động | Broadwood Stadium, Cumbernauld |
| Số khán giả  | 821                            |
| Trọng tài    | Craig MacKay                   |

| Cove Rangers | 1 – 0 | Edinburgh University |  |

| McKibben 90' |                      |  | \| Ngày \| 24 tháng 11 năm 2007 \| \| Giờ thi đấu \| 15:00 \| \| Sân vận động \| Allan Park, Cove Bay \| \| Số khán giả \| 480 \| \| Trọng tài \| Thomas Robertson \| |
| Ngày         | 24 tháng 11 năm 2007 |  | |
| Giờ thi đấu  | 15:00                |  | |
| Sân vận động | Allan Park, Cove Bay |  | |
| Số khán giả  | 480                  |  | |
| Trọng tài    | Thomas Robertson     |  | |

| Ngày         | 24 tháng 11 năm 2007 |
| Giờ thi đấu  | 15:00                |
| Sân vận động | Allan Park, Cove Bay |
| Số khán giả  | 480                  |
| Trọng tài    | Thomas Robertson     |

| Partick Thistle | 2 – 1 | Ayr United |  |

| Roberts 45' · Buchanan 56' |                          | Williams 19' | \| Ngày \| 24 tháng 11 năm 2007 \| \| Giờ thi đấu \| 15:00 \| \| Sân vận động \| Firhill Stadium, Glasgow \| \| Số khán giả \| 2,260 \| \| Trọng tài \| Douglas McDonald \| |
| Ngày                       | 24 tháng 11 năm 2007     |              | |
| Giờ thi đấu                | 15:00                    |              | |
| Sân vận động               | Firhill Stadium, Glasgow |              | |
| Số khán giả                | 2,260                    |              | |
| Trọng tài                  | Douglas McDonald         |              | |

| Ngày         | 24 tháng 11 năm 2007     |
| Giờ thi đấu  | 15:00                    |
| Sân vận động | Firhill Stadium, Glasgow |
| Số khán giả  | 2,260                    |
| Trọng tài    | Douglas McDonald         |

| Threave Rovers | 0 – 5 | Raith Rovers |  |

|              |                             | Davidson 29' · Carcary 62' 72' · Hislop 77' 89' | \| Ngày \| 24 tháng 11 năm 2007 \| \| Giờ thi đấu \| 15:00 \| \| Sân vận động \| Meadow Park, Castle Douglas \| \| Số khán giả \| 629 \| \| Trọng tài \| John Underhill \| |
| Ngày         | 24 tháng 11 năm 2007        |                                                 | |
| Giờ thi đấu  | 15:00                       |                                                 | |
| Sân vận động | Meadow Park, Castle Douglas |                                                 | |
| Số khán giả  | 629                         |                                                 | |
| Trọng tài    | John Underhill              |                                                 | |

| Ngày         | 24 tháng 11 năm 2007        |
| Giờ thi đấu  | 15:00                       |
| Sân vận động | Meadow Park, Castle Douglas |
| Số khán giả  | 629                         |
| Trọng tài    | John Underhill              |

| Greenock Morton | 3 – 2 | Buckie Thistle |  |

| Russell 21' · McLaughlin 23' · Templeman 90' |                          | Macrae 45' · Stewart 68' | \| Ngày \| 24 tháng 11 năm 2007 \| \| Giờ thi đấu \| 15:00 \| \| Sân vận động \| Cappielow Park, Greenock \| \| Số khán giả \| 1,833 \| \| Trọng tài \| Stephen Finnie \| |
| Ngày                                         | 24 tháng 11 năm 2007     |                          | |
| Giờ thi đấu                                  | 15:00                    |                          | |
| Sân vận động                                 | Cappielow Park, Greenock |                          | |
| Số khán giả                                  | 1,833                    |                          | |
| Trọng tài                                    | Stephen Finnie           |                          | |

| Ngày         | 24 tháng 11 năm 2007     |
| Giờ thi đấu  | 15:00                    |
| Sân vận động | Cappielow Park, Greenock |
| Số khán giả  | 1,833                    |
| Trọng tài    | Stephen Finnie           |

| Linlithgow Rose | 1 – 0 | Dalbeattie Star |  |

| McArthur 2'  |                          |  | \| Ngày \| 24 tháng 11 năm 2007 \| \| Giờ thi đấu \| 15:00 \| \| Sân vận động \| Prestonfield, Linlithgow \| \| Số khán giả \| 1,519 \| \| Trọng tài \| George Salmond \| |
| Ngày         | 24 tháng 11 năm 2007     |  | |
| Giờ thi đấu  | 15:00                    |  | |
| Sân vận động | Prestonfield, Linlithgow |  | |
| Số khán giả  | 1,519                    |  | |
| Trọng tài    | George Salmond           |  | |

| Ngày         | 24 tháng 11 năm 2007     |
| Giờ thi đấu  | 15:00                    |
| Sân vận động | Prestonfield, Linlithgow |
| Số khán giả  | 1,519                    |
| Trọng tài    | George Salmond           |

| Arbroath | 0 – 1 | Cowdenbeath |  |

| Tosh 13' 38' |                         | Clarke 5' (ph.đ.) | \| Ngày \| 24 tháng 11 năm 2007 \| \| Giờ thi đấu \| 15:00 \| \| Sân vận động \| Gayfield Park, Arbroath \| \| Số khán giả \| 595 \| \| Trọng tài \| Alan Freeland \| |
| Ngày         | 24 tháng 11 năm 2007    |                   | |
| Giờ thi đấu  | 15:00                   |                   | |
| Sân vận động | Gayfield Park, Arbroath |                   | |
| Số khán giả  | 595                     |                   | |
| Trọng tài    | Alan Freeland           |                   | |

| Ngày         | 24 tháng 11 năm 2007    |
| Giờ thi đấu  | 15:00                   |
| Sân vận động | Gayfield Park, Arbroath |
| Số khán giả  | 595                     |
| Trọng tài    | Alan Freeland           |

| Ross County | 4 – 0 | Whitehill Welfare |  |

| Shields 16' 56' · Scott 43' · Higgins 88' |                         |  | \| Ngày \| 24 tháng 11 năm 2007 \| \| Giờ thi đấu \| 15:00 \| \| Sân vận động \| Victoria Park, Dingwall \| \| Số khán giả \| 1,208 \| \| Trọng tài \| Craig Charleston \| |
| Ngày                                      | 24 tháng 11 năm 2007    |  | |
| Giờ thi đấu                               | 15:00                   |  | |
| Sân vận động                              | Victoria Park, Dingwall |  | |
| Số khán giả                               | 1,208                   |  | |
| Trọng tài                                 | Craig Charleston        |  | |

| Ngày         | 24 tháng 11 năm 2007    |
| Giờ thi đấu  | 15:00                   |
| Sân vận động | Victoria Park, Dingwall |
| Số khán giả  | 1,208                   |
| Trọng tài    | Craig Charleston        |

| Livingston | 4 – 0 | Alloa Athletic |  |

| Raliukonis 33' · MacKay 57' (ph.đ.) 66' · Jacobs 63' |                                |  | \| Ngày \| 24 tháng 11 năm 2007 \| \| Giờ thi đấu \| 15:00 \| \| Sân vận động \| Almondvale Stadium, Livingston \| \| Số khán giả \| 819 \| \| Trọng tài \| Iain Brines \| |
| Ngày                                                 | 24 tháng 11 năm 2007           |  | |
| Giờ thi đấu                                          | 15:00                          |  | |
| Sân vận động                                         | Almondvale Stadium, Livingston |  | |
| Số khán giả                                          | 819                            |  | |
| Trọng tài                                            | Iain Brines                    |  | |

| Ngày         | 24 tháng 11 năm 2007           |
| Giờ thi đấu  | 15:00                          |
| Sân vận động | Almondvale Stadium, Livingston |
| Số khán giả  | 819                            |
| Trọng tài    | Iain Brines                    |

| Peterhead | 0 – 5 | Queen of the South |  |

|              |                            | Dobbie 27' 89' · O'Connor 44' 57' · Burns 90' | \| Ngày \| 24 tháng 11 năm 2007 \| \| Giờ thi đấu \| 15:00 \| \| Sân vận động \| Balmoor Stadium, Peterhead \| \| Số khán giả \| 695 \| \| Trọng tài \| Euan Norris \| |
| Ngày         | 24 tháng 11 năm 2007       |                                               | |
| Giờ thi đấu  | 15:00                      |                                               | |
| Sân vận động | Balmoor Stadium, Peterhead |                                               | |
| Số khán giả  | 695                        |                                               | |
| Trọng tài    | Euan Norris                |                                               | |

| Ngày         | 24 tháng 11 năm 2007       |
| Giờ thi đấu  | 15:00                      |
| Sân vận động | Balmoor Stadium, Peterhead |
| Số khán giả  | 695                        |
| Trọng tài    | Euan Norris                |

| Airdrie United | 1 – 1 | Queen's Park |  |

| McKeown 57'  |                         | Ferry 70' | \| Ngày \| 24 tháng 11 năm 2007 \| \| Giờ thi đấu \| 15:00 \| \| Sân vận động \| New Broomfield, Airdrie \| \| Số khán giả \| 1,016 \| \| Trọng tài \| Chris Boyle \| |
| Ngày         | 24 tháng 11 năm 2007    |           | |
| Giờ thi đấu  | 15:00                   |           | |
| Sân vận động | New Broomfield, Airdrie |           | |
| Số khán giả  | 1,016                   |           | |
| Trọng tài    | Chris Boyle             |           | |

| Ngày         | 24 tháng 11 năm 2007    |
| Giờ thi đấu  | 15:00                   |
| Sân vận động | New Broomfield, Airdrie |
| Số khán giả  | 1,016                   |
| Trọng tài    | Chris Boyle             |

Nguồn: ESPN Soccernet
a.e.t. = sau hiệp phụ; agg. = tổng tỉ số; pen. = quyết định bằng luân lưu.

### Đấu lại
| Queen's Park | 2 – 4 | Airdrie United |  |

| Trouten 75' · Ferry 90' |                       | McDonald 15' · Noble 17' · Russell 97' · Watt 109' | \| Ngày \| 24 tháng 11 năm 2007 \| \| Giờ thi đấu \| 15:00 \| \| Sân vận động \| Hampden Park, Glasgow \| \| Số khán giả \| 579 \| \| Trọng tài \| Chris Boyle \| |
| Ngày                    | 24 tháng 11 năm 2007  |                                                    | |
| Giờ thi đấu             | 15:00                 |                                                    | |
| Sân vận động            | Hampden Park, Glasgow |                                                    | |
| Số khán giả             | 579                   |                                                    | |
| Trọng tài               | Chris Boyle           |                                                    | |

| Ngày         | 24 tháng 11 năm 2007  |
| Giờ thi đấu  | 15:00                 |
| Sân vận động | Hampden Park, Glasgow |
| Số khán giả  | 579                   |
| Trọng tài    | Chris Boyle           |

| East Fife | 1 – 2 | Brechin City |  |

| Cameron 25' (ph.đ.) |                         | Byers 20' · King 83' | \| Ngày \| 24 tháng 11 năm 2007 \| \| Giờ thi đấu \| 15:00 \| \| Sân vận động \| Bayview Stadium, Methil \| \| Số khán giả \| 659 \| \| Trọng tài \| Scott MacDonald \| |
| Ngày                | 24 tháng 11 năm 2007    |                      | |
| Giờ thi đấu         | 15:00                   |                      | |
| Sân vận động        | Bayview Stadium, Methil |                      | |
| Số khán giả         | 659                     |                      | |
| Trọng tài           | Scott MacDonald         |                      | |

| Ngày         | 24 tháng 11 năm 2007    |
| Giờ thi đấu  | 15:00                   |
| Sân vận động | Bayview Stadium, Methil |
| Số khán giả  | 659                     |
| Trọng tài    | Scott MacDonald         |

Nguồn: ESPN Soccernet
a.e.t. = sau hiệp phụ; agg. = tổng tỉ số; pen. = quyết định bằng luân lưu.

## Vòng Bốn
| Celtic | 3 – 0 | Stirling Albion |  |

| Vennegoor of Hesselink 37' · McDonald 70' · Nakamura 75' |                      |  | \| Chi tiết \| Chi tiết \| \| Ngày \| 12 tháng 1 năm 2008 \| \| Giờ thi đấu \| 15:00 \| \| Sân vận động \| Celtic Park, Glasgow \| \| Số khán giả \| 27,923 \| \| Trọng tài \| Euan Norris \| |
| Chi tiết                                                 | Chi tiết             |  | |
| Ngày                                                     | 12 tháng 1 năm 2008  |  | |
| Giờ thi đấu                                              | 15:00                |  | |
| Sân vận động                                             | Celtic Park, Glasgow |  | |
| Số khán giả                                              | 27,923               |  | |
| Trọng tài                                                | Euan Norris          |  | |

| Chi tiết     | Chi tiết             |
| Ngày         | 12 tháng 1 năm 2008  |
| Giờ thi đấu  | 15:00                |
| Sân vận động | Celtic Park, Glasgow |
| Số khán giả  | 27,923               |
| Trọng tài    | Euan Norris          |

| Hamilton Academical | 0 – 0 | Brechin City |  |

|              |                            |  | \| Chi tiết \| Chi tiết \| \| Ngày \| 12 tháng 1 năm 2008 \| \| Giờ thi đấu \| 15:00 \| \| Sân vận động \| New Douglas Park, Hamilton \| \| Số khán giả \| 1,023 \| \| Trọng tài \| Steven Nicholls \| |
| Chi tiết     | Chi tiết                   |  | |
| Ngày         | 12 tháng 1 năm 2008        |  | |
| Giờ thi đấu  | 15:00                      |  | |
| Sân vận động | New Douglas Park, Hamilton |  | |
| Số khán giả  | 1,023                      |  | |
| Trọng tài    | Steven Nicholls            |  | |

| Chi tiết     | Chi tiết                   |
| Ngày         | 12 tháng 1 năm 2008        |
| Giờ thi đấu  | 15:00                      |
| Sân vận động | New Douglas Park, Hamilton |
| Số khán giả  | 1,023                      |
| Trọng tài    | Steven Nicholls            |

| St Mirren | 3 – 0 | Dumbarton |  |

| Corcoran 17' · Barron 38' · Mehmet 70' |                         |  | \| Chi tiết \| Chi tiết \| \| Ngày \| 12 tháng 1 năm 2008 \| \| Giờ thi đấu \| 15:00 \| \| Sân vận động \| St Mirren Park, Paisley \| \| Số khán giả \| 2,828 \| \| Trọng tài \| Alan Muir \| |
| Chi tiết                               | Chi tiết                |  | |
| Ngày                                   | 12 tháng 1 năm 2008     |  | |
| Giờ thi đấu                            | 15:00                   |  | |
| Sân vận động                           | St Mirren Park, Paisley |  | |
| Số khán giả                            | 2,828                   |  | |
| Trọng tài                              | Alan Muir               |  | |

| Chi tiết     | Chi tiết                |
| Ngày         | 12 tháng 1 năm 2008     |
| Giờ thi đấu  | 15:00                   |
| Sân vận động | St Mirren Park, Paisley |
| Số khán giả  | 2,828                   |
| Trọng tài    | Alan Muir               |

| Falkirk | 2 – 2 | Aberdeen |  |

| Barr 5' · Riera 73' |                          | Smith 4' · Lovell 10' | \| Chi tiết \| Chi tiết \| \| Ngày \| 12 tháng 1 năm 2008 \| \| Giờ thi đấu \| 15:00 \| \| Sân vận động \| Falkirk Stadium, Falkirk \| \| Số khán giả \| 5,798 \| \| Trọng tài \| Michael McCurry \| |
| Chi tiết            | Chi tiết                 |                       | |
| Ngày                | 12 tháng 1 năm 2008      |                       | |
| Giờ thi đấu         | 15:00                    |                       | |
| Sân vận động        | Falkirk Stadium, Falkirk |                       | |
| Số khán giả         | 5,798                    |                       | |
| Trọng tài           | Michael McCurry          |                       | |

| Chi tiết     | Chi tiết                 |
| Ngày         | 12 tháng 1 năm 2008      |
| Giờ thi đấu  | 15:00                    |
| Sân vận động | Falkirk Stadium, Falkirk |
| Số khán giả  | 5,798                    |
| Trọng tài    | Michael McCurry          |

| Hibernian | 3 – 0 | Inverness CT |  |

| Shiels 5' 53' 84' · Morais 36' 87' |                        | McGuire 85' 88' | \| Chi tiết \| Chi tiết \| \| Ngày \| 12 tháng 1 năm 2008 \| \| Giờ thi đấu \| 15:00 \| \| Sân vận động \| Easter Road, Edinburgh \| \| Số khán giả \| 12,578 \| \| Trọng tài \| Steve Conroy \| |
| Chi tiết                           | Chi tiết               |                 | |
| Ngày                               | 12 tháng 1 năm 2008    |                 | |
| Giờ thi đấu                        | 15:00                  |                 | |
| Sân vận động                       | Easter Road, Edinburgh |                 | |
| Số khán giả                        | 12,578                 |                 | |
| Trọng tài                          | Steve Conroy           |                 | |

| Chi tiết     | Chi tiết               |
| Ngày         | 12 tháng 1 năm 2008    |
| Giờ thi đấu  | 15:00                  |
| Sân vận động | Easter Road, Edinburgh |
| Số khán giả  | 12,578                 |
| Trọng tài    | Steve Conroy           |

| Hearts | 2 – 2 | Motherwell |  |

| Česnauskis 10' · Velička 52' |                               | Porter 64' 78' | \| Chi tiết \| Chi tiết \| \| Ngày \| 12 tháng 1 năm 2008 \| \| Giờ thi đấu \| 15:00 \| \| Sân vận động \| Tynecastle Stadium, Edinburgh \| \| Số khán giả \| 13,651 \| \| Trọng tài \| Stuart Dougal \| |
| Chi tiết                     | Chi tiết                      |                | |
| Ngày                         | 12 tháng 1 năm 2008           |                | |
| Giờ thi đấu                  | 15:00                         |                | |
| Sân vận động                 | Tynecastle Stadium, Edinburgh |                | |
| Số khán giả                  | 13,651                        |                | |
| Trọng tài                    | Stuart Dougal                 |                | |

| Chi tiết     | Chi tiết                      |
| Ngày         | 12 tháng 1 năm 2008           |
| Giờ thi đấu  | 15:00                         |
| Sân vận động | Tynecastle Stadium, Edinburgh |
| Số khán giả  | 13,651                        |
| Trọng tài    | Stuart Dougal                 |

| Queen of the South | 4 – 0 | Linlithgow Rose |  |

| Dobbie 16' · Thomson 22' · O'Connor 40' · McArthur 72' (l.n.) |                           |  | \| Chi tiết \| Chi tiết \| \| Ngày \| 12 tháng 1 năm 2008 \| \| Giờ thi đấu \| 15:00 \| \| Sân vận động \| Palmerston Park, Dumfries \| \| Số khán giả \| 3,062 \| \| Trọng tài \| John Underhill \| |
| Chi tiết                                                      | Chi tiết                  |  | |
| Ngày                                                          | 12 tháng 1 năm 2008       |  | |
| Giờ thi đấu                                                   | 15:00                     |  | |
| Sân vận động                                                  | Palmerston Park, Dumfries |  | |
| Số khán giả                                                   | 3,062                     |  | |
| Trọng tài                                                     | John Underhill            |  | |

| Chi tiết     | Chi tiết                  |
| Ngày         | 12 tháng 1 năm 2008       |
| Giờ thi đấu  | 15:00                     |
| Sân vận động | Palmerston Park, Dumfries |
| Số khán giả  | 3,062                     |
| Trọng tài    | John Underhill            |

| Greenock Morton | 2 – 2 | Gretna |  |

| Finlayson 64' · McAlister 75' |                     | Yantorno 13' · Horwood 49' | \| Chi tiết \| Chi tiết \| \| Ngày \| 12 tháng 1 năm 2008 \| \| Giờ thi đấu \| 15:00 \| \| Sân vận động \| Cappielow, Greenock \| \| Số khán giả \| 2,848 \| \| Trọng tài \| Kenny Clark \| |
| Chi tiết                      | Chi tiết            |                            | |
| Ngày                          | 12 tháng 1 năm 2008 |                            | |
| Giờ thi đấu                   | 15:00               |                            | |
| Sân vận động                  | Cappielow, Greenock |                            | |
| Số khán giả                   | 2,848               |                            | |
| Trọng tài                     | Kenny Clark         |                            | |

| Chi tiết     | Chi tiết            |
| Ngày         | 12 tháng 1 năm 2008 |
| Giờ thi đấu  | 15:00               |
| Sân vận động | Cappielow, Greenock |
| Số khán giả  | 2,848               |
| Trọng tài    | Kenny Clark         |

| Huntly | 1 – 3 | Dundee |  |

| Reid 77'     |                       | McDonald 29' · Malone 81' · Daquin 90' | \| Chi tiết \| Chi tiết \| \| Ngày \| 15 tháng 1 năm 2008 \| \| Giờ thi đấu \| 19:45 \| \| Sân vận động \| Christie Park, Huntly \| \| Số khán giả \| 2,113 \| \| Trọng tài \| Craig MacKay \| |
| Chi tiết     | Chi tiết              |                                        | |
| Ngày         | 15 tháng 1 năm 2008   |                                        | |
| Giờ thi đấu  | 19:45                 |                                        | |
| Sân vận động | Christie Park, Huntly |                                        | |
| Số khán giả  | 2,113                 |                                        | |
| Trọng tài    | Craig MacKay          |                                        | |

| Chi tiết     | Chi tiết              |
| Ngày         | 15 tháng 1 năm 2008   |
| Giờ thi đấu  | 19:45                 |
| Sân vận động | Christie Park, Huntly |
| Số khán giả  | 2,113                 |
| Trọng tài    | Craig MacKay          |

| Livingston | 2 – 0 | Cowdenbeath |  |

| Craig 4' · McMenamin 31' |                                |  | \| Chi tiết \| Chi tiết \| \| Ngày \| 15 tháng 1 năm 2008 \| \| Giờ thi đấu \| 19:45 \| \| Sân vận động \| Almondvale Stadium, Livingston \| \| Số khán giả \| 830 \| \| Trọng tài \| Alan Freeland \| |
| Chi tiết                 | Chi tiết                       |  | |
| Ngày                     | 15 tháng 1 năm 2008            |  | |
| Giờ thi đấu              | 19:45                          |  | |
| Sân vận động             | Almondvale Stadium, Livingston |  | |
| Số khán giả              | 830                            |  | |
| Trọng tài                | Alan Freeland                  |  | |

| Chi tiết     | Chi tiết                       |
| Ngày         | 15 tháng 1 năm 2008            |
| Giờ thi đấu  | 19:45                          |
| Sân vận động | Almondvale Stadium, Livingston |
| Số khán giả  | 830                            |
| Trọng tài    | Alan Freeland                  |

| St Johnstone | 3 – 1 | Raith Rovers |  |

| Jackson 19' · Milne 49' · Sheerin 57' (ph.đ.) |                       | Weir 80' | \| Chi tiết \| Chi tiết \| \| Ngày \| 15 tháng 1 năm 2008 \| \| Giờ thi đấu \| 19:45 \| \| Sân vận động \| McDiarmid Park, Perth \| \| Số khán giả \| 2,113 \| \| Trọng tài \| Stephen Finnie \| |
| Chi tiết                                      | Chi tiết              |          | |
| Ngày                                          | 15 tháng 1 năm 2008   |          | |
| Giờ thi đấu                                   | 19:45                 |          | |
| Sân vận động                                  | McDiarmid Park, Perth |          | |
| Số khán giả                                   | 2,113                 |          | |
| Trọng tài                                     | Stephen Finnie        |          | |

| Chi tiết     | Chi tiết              |
| Ngày         | 15 tháng 1 năm 2008   |
| Giờ thi đấu  | 19:45                 |
| Sân vận động | McDiarmid Park, Perth |
| Số khán giả  | 2,113                 |
| Trọng tài    | Stephen Finnie        |

| Clyde | 0 – 1 | Dundee United |  |

|              |                                | Robson 57' | \| Chi tiết \| Chi tiết \| \| Ngày \| 16 tháng 1 năm 2008 \| \| Giờ thi đấu \| 19:45 \| \| Sân vận động \| Broadwood Stadium, Cumbernauld \| \| Số khán giả \| 1,550 \| \| Trọng tài \| Charlie Richmond \| |
| Chi tiết     | Chi tiết                       |            | |
| Ngày         | 16 tháng 1 năm 2008            |            | |
| Giờ thi đấu  | 19:45                          |            | |
| Sân vận động | Broadwood Stadium, Cumbernauld |            | |
| Số khán giả  | 1,550                          |            | |
| Trọng tài    | Charlie Richmond               |            | |

| Chi tiết     | Chi tiết                       |
| Ngày         | 16 tháng 1 năm 2008            |
| Giờ thi đấu  | 19:45                          |
| Sân vận động | Broadwood Stadium, Cumbernauld |
| Số khán giả  | 1,550                          |
| Trọng tài    | Charlie Richmond               |

| Partick Thistle | 2 – 1 | Dunfermline Athletic |  |

| Buchanan 68' 87' |                          | Wilson 49' | \| Chi tiết \| Chi tiết \| \| Ngày \| 22 tháng 1 năm 2008 \| \| Giờ thi đấu \| 19:45 \| \| Sân vận động \| Firhill Stadium, Glasgow \| \| Số khán giả \| 2,434 \| \| Trọng tài \| Scott MacDonald \| |
| Chi tiết         | Chi tiết                 |            | |
| Ngày             | 22 tháng 1 năm 2008      |            | |
| Giờ thi đấu      | 19:45                    |            | |
| Sân vận động     | Firhill Stadium, Glasgow |            | |
| Số khán giả      | 2,434                    |            | |
| Trọng tài        | Scott MacDonald          |            | |

| Chi tiết     | Chi tiết                 |
| Ngày         | 22 tháng 1 năm 2008      |
| Giờ thi đấu  | 19:45                    |
| Sân vận động | Firhill Stadium, Glasgow |
| Số khán giả  | 2,434                    |
| Trọng tài    | Scott MacDonald          |

| Cove Rangers | 2 – 4 | Ross County |  |

| Watt 63' 76' (ph.đ.) |                      | Shields 10' · Dowie 30' · Boyd 33' · Barrowman 40' (ph.đ.) | \| Chi tiết \| Chi tiết \| \| Ngày \| 23 tháng 1 năm 2008 \| \| Giờ thi đấu \| 19:45 \| \| Sân vận động \| Allan Park, Aberdeen \| \| Số khán giả \| 1,200 \| \| Trọng tài \| Stevie O'Reilly \| |
| Chi tiết             | Chi tiết             |                                                            | |
| Ngày                 | 23 tháng 1 năm 2008  |                                                            | |
| Giờ thi đấu          | 19:45                |                                                            | |
| Sân vận động         | Allan Park, Aberdeen |                                                            | |
| Số khán giả          | 1,200                |                                                            | |
| Trọng tài            | Stevie O'Reilly      |                                                            | |

| Chi tiết     | Chi tiết             |
| Ngày         | 23 tháng 1 năm 2008  |
| Giờ thi đấu  | 19:45                |
| Sân vận động | Allan Park, Aberdeen |
| Số khán giả  | 1,200                |
| Trọng tài    | Stevie O'Reilly      |

| Rangers | 6 – 0 | East Stirlingshire |  |

| McCulloch 25' 50' · Hutton 28' · Boyd 30' 45' 62' (ph.đ.) |                        |  | \| Chi tiết \| Chi tiết \| \| Ngày \| 23 tháng 1 năm 2008 \| \| Giờ thi đấu \| 19:45 \| \| Sân vận động \| Ibrox Stadium, Glasgow \| \| Số khán giả \| 34,024 \| \| Trọng tài \| Crawford Allan \| |
| Chi tiết                                                  | Chi tiết               |  | |
| Ngày                                                      | 23 tháng 1 năm 2008    |  | |
| Giờ thi đấu                                               | 19:45                  |  | |
| Sân vận động                                              | Ibrox Stadium, Glasgow |  | |
| Số khán giả                                               | 34,024                 |  | |
| Trọng tài                                                 | Crawford Allan         |  | |

| Chi tiết     | Chi tiết               |
| Ngày         | 23 tháng 1 năm 2008    |
| Giờ thi đấu  | 19:45                  |
| Sân vận động | Ibrox Stadium, Glasgow |
| Số khán giả  | 34,024                 |
| Trọng tài    | Crawford Allan         |

| Airdrie United | 0 – 2 | Kilmarnock |  |

| Smith 78' 83' |                         | Hamill 25' · Nish 37' (ph.đ.) | \| Chi tiết \| Chi tiết \| \| Ngày \| 28 tháng 1 năm 2008 \| \| Giờ thi đấu \| 19:45 \| \| Sân vận động \| New Broomfield, Airdrie \| \| Số khán giả \| 3,258 \| \| Trọng tài \| Dougie McDonald \| |
| Chi tiết      | Chi tiết                |                               | |
| Ngày          | 28 tháng 1 năm 2008     |                               | |
| Giờ thi đấu   | 19:45                   |                               | |
| Sân vận động  | New Broomfield, Airdrie |                               | |
| Số khán giả   | 3,258                   |                               | |
| Trọng tài     | Dougie McDonald         |                               | |

| Chi tiết     | Chi tiết                |
| Ngày         | 28 tháng 1 năm 2008     |
| Giờ thi đấu  | 19:45                   |
| Sân vận động | New Broomfield, Airdrie |
| Số khán giả  | 3,258                   |
| Trọng tài    | Dougie McDonald         |

Nguồn: ESPN Soccernet
a.e.t. = sau hiệp phụ; agg. = tổng tỉ số; pen. = quyết định bằng luân lưu.

### Đấu lại
| Aberdeen | 3 – 1 | Falkirk |  |

| Smith 19', 55' · de Visscher 43' |                             | Barrett 61' | \| Chi tiết \| Chi tiết \| \| Ngày \| 22 tháng 1 năm 2008 \| \| Giờ thi đấu \| 19:45 \| \| Sân vận động \| Pittodrie Stadium, Aberdeen \| \| Số khán giả \| 8,547 \| \| Trọng tài \| Iain Brines \| |
| Chi tiết                         | Chi tiết                    |             | |
| Ngày                             | 22 tháng 1 năm 2008         |             | |
| Giờ thi đấu                      | 19:45                       |             | |
| Sân vận động                     | Pittodrie Stadium, Aberdeen |             | |
| Số khán giả                      | 8,547                       |             | |
| Trọng tài                        | Iain Brines                 |             | |

| Chi tiết     | Chi tiết                    |
| Ngày         | 22 tháng 1 năm 2008         |
| Giờ thi đấu  | 19:45                       |
| Sân vận động | Pittodrie Stadium, Aberdeen |
| Số khán giả  | 8,547                       |
| Trọng tài    | Iain Brines                 |

| Brechin City | 2 – 1 (a.e.t.) | Hamilton Academical |  |

| King 48' · Byers 112' |                     | McLaughlin 12' | \| Chi tiết \| Chi tiết \| \| Ngày \| 28 tháng 1 năm 2008 \| \| Giờ thi đấu \| 19:45 \| \| Sân vận động \| Glebe Park, Brechin \| \| Số khán giả \| 696 \| \| Trọng tài \| S Nicholls \| |
| Chi tiết              | Chi tiết            |                | |
| Ngày                  | 28 tháng 1 năm 2008 |                | |
| Giờ thi đấu           | 19:45               |                | |
| Sân vận động          | Glebe Park, Brechin |                | |
| Số khán giả           | 696                 |                | |
| Trọng tài             | S Nicholls          |                | |

| Chi tiết     | Chi tiết            |
| Ngày         | 28 tháng 1 năm 2008 |
| Giờ thi đấu  | 19:45               |
| Sân vận động | Glebe Park, Brechin |
| Số khán giả  | 696                 |
| Trọng tài    | S Nicholls          |

| Motherwell | 1 – 0 | Hearts |  |

| McCormack 23' (ph.đ.) |                      |  | \| Ngày \| 22 tháng 1 năm 2008 \| \| Giờ thi đấu \| 19:45 \| \| Sân vận động \| Fir Park, Motherwell \| \| Số khán giả \| 8,300 \| \| Trọng tài \| Stuart Dougal \| |
| Ngày                  | 22 tháng 1 năm 2008  |  | |
| Giờ thi đấu           | 19:45                |  | |
| Sân vận động          | Fir Park, Motherwell |  | |
| Số khán giả           | 8,300                |  | |
| Trọng tài             | Stuart Dougal        |  | |

| Ngày         | 22 tháng 1 năm 2008  |
| Giờ thi đấu  | 19:45                |
| Sân vận động | Fir Park, Motherwell |
| Số khán giả  | 8,300                |
| Trọng tài    | Stuart Dougal        |

| Gretna | 0 – 3 | Greenock Morton |  |

| Weatherson 67' 70' · Millar 78' |                           |  | \| Chi tiết \| Chi tiết \| \| Ngày \| 28 tháng 1 năm 2008 \| \| Giờ thi đấu \| 19:45 \| \| Sân vận động \| Palmerston Park, Dumfries \| \| Số khán giả \| 1,167 \| \| Trọng tài \| Kenny Clark \| |
| Chi tiết                        | Chi tiết                  |  | |
| Ngày                            | 28 tháng 1 năm 2008       |  | |
| Giờ thi đấu                     | 19:45                     |  | |
| Sân vận động                    | Palmerston Park, Dumfries |  | |
| Số khán giả                     | 1,167                     |  | |
| Trọng tài                       | Kenny Clark               |  | |

| Chi tiết     | Chi tiết                  |
| Ngày         | 28 tháng 1 năm 2008       |
| Giờ thi đấu  | 19:45                     |
| Sân vận động | Palmerston Park, Dumfries |
| Số khán giả  | 1,167                     |
| Trọng tài    | Kenny Clark               |

Nguồn: ESPN Soccernet
a.e.t. = sau hiệp phụ; agg. = tổng tỉ số; pen. = quyết định bằng luân lưu.

## Vòng Năm
| Kilmarnock       | 1 – 5 | Celtic                                                                     |
| ---------------- | ----- | -------------------------------------------------------------------------- |
| Jamie Hamill 66' |       | McDonald 22' 67' · Caldwell 52' · Vennegoor of Hesselink 58' · Samaras 85' |

| Aberdeen    | 1 – 0 | Hamilton Academical |
| ----------- | ----- | ------------------- |
| Diamond 62' |       |                     |

| Greenock Morton | 0 – 2 | Queen of the South         |
| --------------- | ----- | -------------------------- |
|                 |       | O'Connor 46' · Stewart 87' |

| Livingston | 0 – 0 | Partick Thistle |
| ---------- | ----- | --------------- |
|            |       |                 |

| St Mirren | 0 – 0 | Dundee United |
| --------- | ----- | ------------- |
|           |       |               |

| Hibernian | 0 – 0 | Rangers |
| --------- | ----- | ------- |
|           |       |         |

| Motherwell | 1 – 2 | Dundee                                                            |
| ---------- | ----- | ----------------------------------------------------------------- |
| Smith 61'  |       | McHale 49' · Robertson 55' · McDonald 75' 83' · MacKenzie 64' 88' |

| Ross County | 0 – 1 | St Johnstone |
| ----------- | ----- | ------------ |
|             |       | Craig 14'    |

### Đấu lại
| Partick Thistle | 1 – 1 (a.e.t.) (5 – 4 pen.) | Livingston  |
| --------------- | --------------------------- | ----------- |
| Twaddle 83'     |                             | Dorrans 41' |

| Dundee United | 0 – 1 | St Mirren  |
| ------------- | ----- | ---------- |
|               |       | Dorman 48' |

| Rangers   | 1 – 0 | Hibernian |
| --------- | ----- | --------- |
| Burke 38' |       |           |

## Tứ kết
| Queen of the South      | 2 – 0  | Dundee |
| ----------------------- | ------ | ------ |
| Dobbie 52' · McCann 90' | Report |        |

| St Johnstone      | 1 – 1  | St Mirren  |
| ----------------- | ------ | ---------- |
| Craig 32' (ph.đ.) | Report | Dorman 73' |

| Aberdeen        | 1 – 1  | Celtic                     |
| --------------- | ------ | -------------------------- |
| de Visscher 78' | Report | Vennegoor of Hesselink 90' |

| Rangers  | 1 – 1  | Partick Thistle |
| -------- | ------ | --------------- |
| Boyd 69' | Report | Gray 67'        |

### Đấu lại
| St Mirren          | 1 – 3  | St Johnstone                            |
| ------------------ | ------ | --------------------------------------- |
| Mehmet 70' (ph.đ.) | Report | Quinn 13' · Jackson 20' · MacDonald 28' |

| Celtic | 0 – 1  | Aberdeen   |
| ------ | ------ | ---------- |
|        | Report | Mackie 69' |

| Partick Thistle | 0 – 2  | Rangers              |
| --------------- | ------ | -------------------- |
|                 | Report | Novo 27' · Burke 40' |

## Bán kết
| Queen of the South                                | 4 – 3  | Aberdeen                          |
| ------------------------------------------------- | ------ | --------------------------------- |
| Tosh 22' · Burns 49' · O'Connor 56' · Stewart 60' | Report | Considine 36' 59' · Nicholson 53' |

| St Johnstone                               | 1 – 1 (a.e.t.) (3 – 4 pen.) | Rangers                                           |
| ------------------------------------------ | --------------------------- | ------------------------------------------------- |
| McBreen 93'                                | Report                      | Novo 102' (ph.đ.)                                 |
| Loạt sút luân lưu                          |                             |                                                   |
| Sheerin · Craig · Milne · Jackson · Morris | 3 – 4                       | Davis · Whittaker · Nacho Novo · Hemdani · Cousin |

## Chung kết
| Queen of the South     | 2 – 3  | Rangers                    |
| ---------------------- | ------ | -------------------------- |
| Tosh 50' · Thomson 52' | Report | Boyd 33' 71' · Beasley 43' |

## Phủ sóng truyền thông
- Ở trong nước, cả Sky Sports và BBC Sport Scotland phát sóng trực tiếp các trận đấu được lựa chọn, và cả hai kênh đều phát sóng trận Chung kết. Cả hai cũng phát sóng các tình huống nổi bật của tất cả các trận trong mỗi vòng.
- BBC Radio Scotland có quyền phát thanh độc quyền quốc nội của giải đấu.
- Thông qua đối tác truyền thông quốc tế của Hiệp hội bóng đá Scotland là IMG, Cúp quốc gia Scotland được phát sóng ở nhiều lãnh thổ trên toàn thế giới. Thí dụ, ở Úc, Cúp quốc gia Scotland có trên Setanta Sports.

Bản mẫu:Bóng đá Scotland 2007–08
Bản mẫu:Bóng đá châu Âu (UEFA) 2007–08